# Bahia
Bahia (portugalsko: [baˈiɐ] ) je ena od 26 zveznih držav Brazilije, ki je v severovzhodni regiji države. Je četrta največja brazilska država po številu prebivalcev (za São Paulom, Minas Geraisom in Riom de Janeirom) in peta največja po površini. Glavno mesto Bahie je mesto Salvador (prej znano kot Cidade do São Salvador da Bahia de Todos os Santos, dobesedno 'mesto svetega Odrešenika Zaliva Vseh svetih'), na polotoku, ki ločuje Zaliv Vseh svetih od Atlantika. Bahia, ki je bila nekoč trdnjava zagovornikov neposredne vladavine Brazilije s strani portugalske monarhije in v kateri so prevladovali interesi poljedelstva, suženjstva in živinoreje, je zdaj pretežno delavska industrijska in kmetijska država. Država je dom 7 % brazilskega prebivalstva in proizvede 4,2 % BDP države.

## Toponim
Toponim Bahia se nanaša na Baía de Todos os Santos, ki je prvotno dal ime kapitaniji Baía de Todos os Santos. Kapitanija se je leta 1821 preoblikovala v državo. Leta 1889 je provinca Bahia postala sedanja država Bahia.
Bahia je star zapis za 'zaliv', ki se je zaradi tradicije ohranil v Braziliji. Vendar je v evropski različici portugalskega jezika, napisanega na Portugalskem, pravilno in običajno črkovanje Baía; portugalski slovarji, kot so Porto Editora, Texto Editores in Lizbonska akademija znanosti, ki je slovar sodobnega portugalskega jezika, opredeljujejo besedo Bahian kot nekoga, ki izvira iz brazilske zvezne države Bahia, z uporabo tega črkovanja.
Čeprav črkovanje Bahia sledi splošnim pravilom trenutne ortografije portugalskega jezika, je registrirano v peti izdaji Spelling Vocabulário da Língua Portuguesa. Pravopis je bil kot izjema uveljavljen že v 42. točki Pravopisnega obrazca iz leta 1943.

## Geografija
Bahia na vzhodu meji na Atlantski ocean. Zaliv Vseh svetih je največji zaliv na brazilski obali. Pod Brazilskim cesarstvom je bila na severu omejena z Rio Realom in Jequitinhonho na jugu, [11] toda Bahia zdaj obsega nepravilno obliko, ki jo omejujejo druge brazilske države, od katerih so nekatere nastale iz nje. Na severu zdaj meji (od vzhoda proti zahodu) na Sergipe, Alagoas, Pernambuco in Piauí. Na severozahodu meji na Tocantins. Na jugozahodu meji na Goiás, na jugu pa meji (od vzhoda proti zahodu) na Espírito Santo in Minas Gerais.
Državo od zahoda proti vzhodu prečkajo številne reke, najpomembnejša pa je São Francisco, ki se začne v Minas Geraisu in teče skozi zahodno Bahio, preden se izlije v Atlantik med Sergipejem in Alagoasom. Reka, po kateri so prej vozili parniki z lopatami, je plovna le za majhna sodobna plovila, vendar je še vedno bistvenega pomena za sušni zahod, saj v letnih časih nenehno dovaja vodo. Jez Sobradinho je ustvaril enega največjih rezervoarjev na svetu. Jez, ki je bil dokončan leta 1982, proizvaja energijo z uporabo šestih Francisovih turbinskih generatorjev s 175 megavati (235.000 KM), s skupno instalirano zmogljivostjo 1050 megavatov. Drugi veliki hidroelektrični projekti vzdolž njenega toka sta hidroelektrarne Paulo Afonso in jez Itaparica ali Luiz Gonzaga.

### Regije
Geografske regije Bahie obsegajo Atlantski gozd; obmorska regija (Recôncavo), ki se razteza od zaliva Vseh svetih, kraj pridelave sladkorja in tobaka; in Planalto, ki vključuje regijo sertão v daljni notranjosti Bahie. Država ima planoto Diamantina (Chapada Diamantina), ki jo deli na dve različni geografski coni. Dež redno pada v vzhodnem delu. Zahodno območje je bolj suho in tam prevladuje rastlinje cerrado. Naravna suhost se je v 19. stoletju močno poslabšala zaradi navade kavbojev, da so vsako leto zanetili gozdne požare, da bi izboljšali kakovost trave. Narodni park Chapada Diamantina je dom slikovitih chapadões.

#### Kokosova obala
Kokosova obala, na severu Bahie, ustreza skupno 193 km obale, kjer so nasadi kokosovih palm, sipine, reke, močvirja in sladkovodne lagune v izobilju, pa tudi prisotnost Atlantskega deževnega gozda. Zelena cesta, cesta, ki povezuje Mangue Seco na skrajnem severu s Praia do Forte, prečka to regijo in ohranja kritično oddaljenost od območij ohranjanja okolja. Zaradi tega je pot včasih oddaljena več kot 10 km od plaže. V Praia do Forte se cesta sreča s kokosovo cesto (Estrada do Côco), ki vodi v Salvador in poteka skozi točke, ki so zdaj vključene v urbani razvoj glavnega mesta države. V tej regiji je  mednarodno letališče Deputado Luís Eduardo Magalhães.

#### Zaliv vseh svetih
Največji zaliv na brazilski obali, Zaliv vseh svetih (Bahia de Todos os Santos), ima veliko število otokov s tropskimi plažami in vegetacijo. Na svojih 1052 kvadratnih kilometrih obsega 56 otokov, prejema sladko vodo iz številnih rek in potokov (zlasti Paraguaçú in Subaé) ter obliva prvo prestolnico Brazilije in največjo na severovzhodu, Salvador, ter več kot deset občin. Je največji plovni zaliv v Braziliji in eno najbolj priljubljenih točk za navtične športe zaradi rednega vetra, povprečne letne temperature 26 °C in zaščitenih voda. Zaliv ponuja različne možnosti za preživljanje prostega časa s stotinami plovil vseh vrst, zlasti slopov, škun, motornih čolnov, vodnih skuterjev, ki prečkajo njegove kristalne vode na pomorskih izletih na otoke in dirkah s čolni. Prireditve in športne dejavnosti se odvijajo skozi vse leto, začenši 1. januarja s procesijo Bom Jesus dos Navegantes, ki pozdravi novo leto.
Zaliv je bil tudi tradicionalno prizorišče veslaških tekmovanj na Enseada dos Tainheiros v Salvadorju, zdaj pa je zaliv vključen v trase velikih mednarodnih regat, kot so Ralley Les Iles du Soleil, regata Hong Kong Challenge in Reli Expo 98 Round the World Rally, ki meni, da je zaliv pomembna postaja na poti. Otoki v zalivu so posebna atrakcija. Nekateri so v zasebni lasti, drugi so bili razglašeni za državno dediščino in preoblikovani v okoljevarstvena območja ali ekološke postaje. Drugi otoki so dediščina 12 občin, ki so okoli zaliva. Le nekaj jih je nenaseljenih in veliko jih ima majhne skupnosti, kjer domorodci živijo od ribolova in turizma. Vse imajo skupne značilnosti, kot so mirno morje, gosta vegetacija, zlasti kokosovi orehi in banane, pa tudi sledi Atlantskega gozda. Od 56 otokov so najpomembnejši Itaparica, Madre de Deus, Maré, Frades, Medo, Bom Jesus dos Passos.

#### Obala Dendê
Obala Dendê, južno od Salvadorja, je obdana z zelenim rastlinjem, čistimi vodami, otoki, zalivi, koralnimi grebeni in zelo raznoliko favno. Ime območja se nanaša na gojenje palmovega olja ali Elaeis guineensis, verjetno uvoženega iz Zahodne Afrike. S Salvadorjem in južnim delom države je povezana s trajekti in cesto BA-001, drugo ekološko cesto ob bahijski obali, ki povezuje južno obalo in skrajni južni del države. Vključuje občine Valença, Cairu in mednarodne znamenitosti Morro de São Paulo, Camamu, Taperoá, Igrapiúna, Ituberá in Maraú. Ustje reke Rio Una v obliki delte vsebuje 26 otokov, od katerih je največji Ilha de Tinharé, kjer je Morro de São Paulo. V Boipebi in Cairúju, ki sta del arhipelaga Tinharé, raznolikost ekosistemov obiskovalcem omogoča vadbo vodnih športov, sprehode po plaži, sledenje potem v deževnem gozdu in kopanje na popolnoma zapuščenih plažah, kot je Garapuá.

#### Obala kakava
Vzdolž južne obale Bahie Obala kakava ohranja ekološka svetišča z več deset kilometri plaž v senci gostih kokosovih nasadov, atlantskega gozda, velikih območij močvirne vegetacije in nasadov kakavovca (Theobroma cacao). Sprehod po poteh v gozdu ali ob plažah, jahanje ob obali, izleti s čolnom po številnih rekah so nekatere od možnosti, ki jih ponuja regija. Tukaj lahko najdemo območja zaščite okolja v Itacaré/Serra Grande in Lagoa Encantada v Ilhéusu, biološki rezervat Una in ekološki rezervat Prainha v Itacaréju. Od Morro de Pernambuco do Canavieirasa je 110 km plaž z grebeni, zalivi, kokosovimi nasadi in neskončnim številom estuarijev rek, ki se raztezajo po vsej Obali kakava. Cesta BA-001 povezuje občine in skoraj vedno meji na obalo. Najpomembnejše lokacije so: Itacaré, Ilhéus in Olivença.

#### Obala odkritja
Obala odkritja ohranja skoraj nedotaknjeno pokrajino, ki jo je videla portugalska flota, opisana na prvih straneh zgodovine Brazilije. Obstaja približno 150 km plaž, zalivov, pečin, številnih rek in potokov, obdanih z zelenimi kokosovimi nasadi, mokrišči in atlantskim gozdom. Na voljo so različni vodni športi, sprehodi, izleti na konju, deskanje in globokomorsko potapljanje. Recife de Fora, Coroa Alta in Trancoso lahko dosežete v enodnevnih izletih s škuno. BA-001 in dva sistema trajektov nad rekama Rio João de Tiba in Rio Buranhém povezujejo občine z obalo. Izleti od Barra do Cai, ki potekajo skozi narodni park Monte Pascoal, Caraíva, Trancoso, Arraial d'Ajuda, okoljska območja Santo Antônio in Coroa Vermelha, do izliva Rio João de Tiba do Rio Jequitinhonha so med različnimi ekološkimi izleti, ki so na voljo.

#### Chapada Diamantina
Geografsko središče Bahie je regija Chapada Diamantina. Je gorata regija z raznoliko topografijo. Tukaj izvira 90 % rek porečij Paraguaçu, Jacuípe in Rio das Contas. Obstaja na tisoče kilometrov bistrih voda, ki izvirajo iz teh gorah in se v kaskadah in slapovih spuščajo na planote in ravnine ter tvorijo naravne bazene. Vegetacija meša vrste kaktusov iz suhih območij Caatinga z redkimi primeri gorske flore, zlasti bromelijevke, orhidej in semper vivas (član družine netreskov). Na območju so tri visoke gore v državi: Pico do Barbado, 2080 m, Pico Itobira, 1970 m in Pico das Almas, 1958 m.
Druga slikovita atrakcija je Cachoeira da Fumaça ('Slap'), ki pada 340 m; Gruta dos Brejões, največja jamska odprtina v Bahii; in Začarani vodnjak. Številna območja so zaščitena z narodnim parkom Chapada Diamantina in območjem za ohranjanje okolja Serra do Barbado in Marimbus, Iraquara.

### Podnebje
Podnebje v Bahii je tropsko. Ima najdaljšo obalo v državi: dolgo 1103 km. Ker je 68 % njenega ozemlja v polsušnem območju, država predstavlja raznoliko podnebje in povprečno količino padavin, ki se giblje od 363 do 2000 mm na leto, odvisno od regije.
- Cachoeira da Fumaça (slap)
- Pogled na Morro de São Paulo
- Pogled na Salvador
- Obala Arraial D'Ajuda v Porto Seguru
- Trdnjava São Marcelo, v glavnem mestu države

## Zgodovina
Portugalec Pedro Álvares Cabral je leta 1500 opazil Monte Pascoal ('Velikonočna gora') v bližini Itamarajuja in pristal na današnjem mestu Porto Seguro na južni obali Bahie ter zahteval ozemlje za Portugalsko. Leta 1549 je Portugalska ustanovila mesto Salvador na hribu ob Zalivu Vseh svetih. Mesto in okolica kapetanije sta služila kot upravna prestolnica portugalskih kolonij v Ameriki do leta 1763. Ostalo je verska prestolnica brazilske rimskokatoliške hierarhije, njen nadškof pa je do leta 1907 služil kot državni primas. Salvador ima najstarejšo stolnico v državi in prvo medicinsko fakulteto (1810), leta 1899 pa je bila ustanovljena inženirska šola.
Kapetanija Bahie je bila prva, ki je propadla, njena ozemlja pa so se leta 1549 vrnila pod portugalsko krono. Medtem ko je bila Portugalska združena s Španijo, so nizozemske zahodnoindijske čete poskušale osvojiti Bahio, a na tem območju niso bile uspešne, nizozemska Brazilija pa je bila omejena na območje od Pernambuca proti severu.
Bahia je bila središče gojenja sladkornega trsa od 16. do 18. stoletja in vsebuje številna zgodovinska mesta, kot je Cachoeira, ki izvirajo iz tega obdobja. Sestavni del gospodarstva sladkorja je bil uvoz velikega števila afriških sužnjev: več kot tretjina vseh sužnjev, odpeljanih iz Afrike, je bila poslana v Brazilijo, večinoma na delo v Bahio, preden so jih poslali delati na plantaže drugod po državi.
Država je bila zadnje območje, ki se je pridružilo Brazilskemu cesarstvu, saj so člani lokalne elite ostali zvesti portugalski kroni, potem ko je preostali del države pod Petrom I. 7. septembra 1822 razglasil neodvisnost. Nadzor nad provinco je bila sporna v več bitkah, večinoma v Pirajá, preden so bili Portugalci v celoti izgnani 2. julija 1823. Postala je brazilska država leta 1889.
Charles Darwin je Bahio obiskal leta 1832 na svojem znamenitem potovanju z ladjo Beagle. Leta 1835 je bila Bahia prizorišče upora mestnih sužnjev, Malêjevega upora leta 1835, ki so ga izvedli takrat pretežno muslimanski sužnji iz Zahodne Afrike. Izraz malê se je v tistem času pogosto uporabljal za označevanje muslimanov iz jorubske besede imale. Upor je še posebej opazen kot največji upor sužnjev v zgodovini Bahie. Pod cesarstvom je Bahia vrnila 14 predstavnikov v generalno skupščino in 7 senatorjev; svoj deželni zbor je sestavljalo 36 članov. V 19. stoletju so se plantaže bombaža, kave in tobaka pridružile plantažam sladkornega trsa, odkritje diamantov leta 1844 pa je povzročilo velik pritok rudarjev (garimpeiros), dokler niso odkrili še večjih nahajališč v Južni Afriki. Manjši razcvet je leta 1872 po odkritju tamkajšnjih ametistov dosegel Caeité. Govedorejska industrija v notranjosti je pripeljala do razvoja Feira de Santana, preden je propadla v nizu suš.

## Demografija
Po podatkih IBGE iz leta 2022 je v državi prebivalo 14.141.626 ljudi. Gostota prebivalstva je bila 24,93 prebivalcev na kvadratni kilometer. Mestno prebivalstvo: 67,4 % (2006); rast prebivalstva: 1,1 % (1991–2000); hiše: 3.826.000 (2006). Zadnji državni popis leta 2022 je pokazal naslednje številke: 8.103.964 večrasnih ljudi (57,3 %), 2.772.837 belcev (19,60 %), 3.164.691 temnopoltih (22,4 %), 83.658 Amerindijancev (0,6 %).
Po podatkih Instituto Socioambiental je v državi 14 domorodnih skupin: Atikum, Kaimbé, Kantaruré, Kiriri, Pankaru, Pankararé, Pataxó, Pataxó Hã-ha-hãe, Payayá, Truká, Tumbalalá, Tupinambá, Tuxá in Xukuru-Kariri.
V zgodovini je bilo prebivalstvo v 1870-ih ocenjeno na 1,45 milijona in jih je bilo v času brazilskega popisa leta 1890 1,92 milijona.

## Kultura
Kot glavno mesto zgodnje brazilske trgovine s sužnji velja, da ima Bahia največji in najbolj značilen afriški pečat v Braziliji v smislu kulture in običajev. Sem spadajo verski sistem Candomblé (sinkretizem med več tradicionalnimi religijami Zahodne in Srednje Afrike), ki izhaja iz Jorube, capoeira (borilna veščina, ki se je pojavila v Quilombo dos Palmares, ki je v zvezni državi Alagoas), glasba, ki izvira iz Afrike, kot je samba (zlasti brazilska predhodnica sambe, samba-de-roda), afoxé in axé ter kulinarika z močnimi povezavami z zahodno Afriko.
Bahia je rojstni kraj številnih pomembnih brazilskih umetnikov, pisateljev in glasbenikov. Med znanimi glasbenimi osebnostmi, rojenimi v državi, so Dorival Caymmi, Joao Gilberto, Gilberto Gil, Raul Seixas, Pepeu Gomes, Margareth Menezes, Daniela Mercury, Carlinhos Brown, Ivete Sangalo in Pitty.
Mesto Salvador je tudi dom skupin, znanih kot blocos-afros, vključno z Olodum, Timbalada in Ilê Aiyê. Poleg tega imajo v Bahii sedež skupine, kot so Novos Baianos, Chiclete com Banana, Camisa de Vênus, Banda Eva, BaianaSystem. Tudi prvi znani rock'n roll pevec v Braziliji je bil iz Bahie. Rojen kot Raul Seixas, je bil znan kot Maluco Beleza ali 'Miroljubni norec' (biti beleza (lepota) na ta način pomeni biti 'v miru' ali 'spokojen').
V 19. stoletju je eden največjih brazilskih pesnikov, bahijski abolicionistični pesnik in dramatik Castro Alves, rojen recôncavo v mestu Cachoeira, napisal svojo pesem Navio negreiro o suženjstvu; pesem velja za mojstrovino brazilske romantike in osrednje besedilo proti suženjstvu.
Drugi pomembni bahijski pisci so dramatik in scenarist Dias Gomes, Gregório de Matos, ki je pisal v 17. stoletju in je bil eden prvih brazilskih pisateljev, in Fr. António Vieira, ki je bil v kolonialnem obdobju eden od mnogih avtorjev, ki so prispevali k širitev portugalskega jezika po celotnem brazilskem ozemlju.
Eden najvidnejših brazilskih pisateljev 20. stoletja, Jorge Amado de Faria, se je rodil v mestu Itabuna na jugovzhodu Bahije in je dolga leta prebival v Salvadorju. Med njegovimi glavnimi romani so Gabriela, nageljnove žbice in cimet; Dona Flor in njena dva moža; in Tieta, kozje dekle, ki sta postala mednarodno priznana filma. Drugi pomembni avtorji iz Bahie so pisatelji leposlovja João Ubaldo Ribeiro in zgodovinski pisatelj Euclides da Cunha, ki je napisal Os Sertões. V vizualni in plastični umetnosti je bil eden najbolj znanih bahianskih osebnosti več žanrski umetnik in argentinski rojak Hector Julio Páride Bernabó, znan tudi kot Carybé (1911–1997). Lepi primeri njegovega dela so vidni v Afro-brazilskem muzeju v Salvadorju.
V notranjosti države obstaja tradicionalna kultura kavbojev med kmetijskimi skupnostmi. Od leta 1550 naprej so bili ti kmetje v Bahii sestavni del procesa širitve stran od brazilske obale.
- Ljudje v cerkvi Bonfim. Vera v Bahii je sinkretična mešanica evropskega katolicizma in afriških religij
- Capoeira v Salvadorju
- Vaqueiros iz Bahie, 1810s
- Vaqueiros v mestu Uauá, Bahia
- Plaža Itacaré
- Otok Itaparica
- Plaža Ilheus
- Kolonialna portugalska arhitektura v Pelourinhu, Salvador

### Turizem in rekreacija
Zgodovinski center Salvador de Bahia je na seznamu Unescove svetovne dediščine. Pelourinho je bil nekoč glavna četrt rdečih luči v Salvadorju, pa tudi delavska soseska, v kateri je živelo na tisoče Afro-Brazilcev. Od leta 1992 pa je bila velika večina teh ljudi nasilno odstranjena in nadomeščena z butiki, sedeži nevladnih organizacij, vladni uradi, folklorne predstave, spomeniki in objekti za turiste.

## Gospodarstvo
Leta 2004 je Bahia obsegala 4,9 % gospodarske dejavnosti Brazilije in ima največji BDP med državami severa in severovzhoda. Industrijski sektor je največji sestavni del BDP z 48,5 %, sledi mu storitveni sektor z 40,8 %. Kmetijstvo predstavlja 10,7 % BDP (2004). Izvoz Bahie: kemikalije 22,4 %, gorivo 17,5 %, kovinski minerali 13 %, papir 9,4 %, kakav 5,6 %, vozila 4,8 %, soja 4,5 % (2002). Poleg pomembnih kmetijskih in industrijskih sektorjev ima država tudi precejšnja nahajališča mineralov in nafte. V zadnjih letih se je pridelava soje v zvezni državi znatno povečala.
V kolonialnem in cesarskem obdobju je bila Bahia središče brazilske proizvodnje sladkornega trsa in trgovine s sužnji. V 19. stoletju je bil Zaliv Vseh svetih tudi kitolovska točka, saj so nekatere vrste kitov uporabljale zaliv kot paritveno območje. Do takrat so v provinci uspešno gojili tudi bombaž, kavovec in tobak. Manioka, riž, fižol in koruza, žafran, pomaranče, mango in drugo sadje so gojili za lokalno porabo. Sušna notranjost je bila večinoma uporabljena za živinorejo, vendar je to uničilo vrsto suš, ki jih je delno povzročila navada [[požigalništvo|požigalništva v naravi, da bi izboljšali travo. Diamante, zlato in ametiste so iskali v rekah, medtem ko so premog kopali na Itaparici. Kakavovec so gojili do prve svetovne vojne. Razvila se je bolj od državnega povprečja, ker je bila država prej pod povprečno ravnjo.
Danes v kmetijstvu država izstopa v proizvodnji bombaža, kakava, soje in tropskega sadja, kot so kokos, papaja, mango, banane in guarane, poleg tega pa med drugim prideluje tudi sladkorni trs, pomaranče, fižol in kasavo.[citation potrebno]
Leta 2017 je bila severovzhodna regija največja proizvajalka kokosa v državi s 74,0 % nacionalne proizvodnje. Bahia je pridelala 351 milijonov sadja in je vodilna v državi. Vendar pa sektor trpi močno konkurenco in izgublja trg zaradi Indonezije, Filipinov in Indije, največjih svetovnih proizvajalcev, ki kokosovo vodo izvažajo celo v Brazilijo. Poleg podnebnih težav je nizka produktivnost kokosovih palm v severovzhodni regiji posledica dejavnikov, povezanih s sorto nabranega kokosa in tehnološko stopnjo, ki se uporablja v obalnih regijah. Na teh območjih še vedno prevladuje delno ekstraktivni sistem pridelave z nizko rodnostjo in brez sprejetih praks kulturnega upravljanja. Tri zvezne države z največjo pridelavo, Bahia, Sergipe in Ceará, predstavljajo trikrat nižji pridelek kot Pernambuco, ki je na 5. mestu v nacionalni proizvodnji. To je zato, ker je večina kokosovih dreves v teh treh zveznih državah na obalnih območjih in se gojijo v delno ekstraktivističnih sistemih.
Pri proizvodnji kakava je Bahia dolgo časa vodila brazilsko proizvodnjo. Danes se z zvezno državo Pará poteguje za vodstvo. Leta 2017 je Pará prvič prevzela vodstvo. Leta 2019 so prebivalci Paráje pobrali 135 tisoč ton kakava, prebivalci Bahije pa 130 tisoč ton. Površina kakavovcev v Bahii je skoraj trikrat večja od tiste v Paráju, vendar je produktivnost v Paráju praktično trikrat večja. Nekateri dejavniki, ki to pojasnjujejo, so: pridelki v Bahii so bolj ekstraktivni, tisti v Paráji pa imajo bolj sodoben in komercialen slog, poleg tega, da Pará uporablja bolj produktivna in odporna semena, njihova regija pa zagotavlja odpornost proti čarovniški metli, to je bolezenska deformacija lesne rastline.
Leta 2018 je bil severovzhod na tretjem mestu med regijami, ki največ pridelajo sladkornega trsa v državi. Brazilija je s 672,8 milijona ton letos največja pridelovalka na svetu. Severovzhod je pridelal 45,7 milijona ton, kar je 6,8 % nacionalne proizvodnje. Alagoas je največji proizvajalec s 33,3 % severovzhodne proizvodnje (15,2 milijona ton). Pernambuco je 2. največji proizvajalec na severovzhodu, z 22,7% vseh v regiji (10,3 milijona ton). Paraíba ima 11,9 % severovzhodne proizvodnje (5,5 milijona ton), Bahia pa 10,24 % proizvodnje (4,7 milijona ton).
Bahia je 2. največji proizvajalec bombaža v Braziliji, izgubi le Mato Grosso. Leta 2019 je pridelal 1,5 milijona ton proizvoda.
Brazilija je leta 2019 proizvedla skoraj 120 milijonov ton soje in je največja svetovna proizvajalka. Leta 2019 je severovzhod proizvedel skoraj 10,7 milijona ton ali 9 % celotne brazilske proizvodnje. Največji proizvajalec na severovzhodu je bila Bahia (5,3 milijona ton).
V proizvodnji koruze je bila leta 2018 Brazilija z 82 milijoni ton tretja največja proizvajalka na svetu. Severovzhod je proizvedel približno 8,4 % celotne države. Bahia je bila največja proizvajalka na severovzhodu z 2,2 milijona ton.
Leta 2018 je bila južna regija glavni proizvajalec fižola s 26,4 % celotne količine, sledijo ji srednji zahod (25,4 %), jugovzhodna regija (25,1 %), severovzhod (20,6 %) in sever (2,5 %). Največji proizvajalci na severovzhodu sta bili Ceará in Bahia.
Pri proizvodnji manioke je Brazilija leta 2018 proizvedla skupno 17,6 milijona ton. Maranhão je bil s 681 tisoč tonami sedmi največji proizvajalec v državi. Ceará je bila 9. s 622 tisoč tonami. Bahia je bila 10. s 610 tisoč tonami. Skupaj je severovzhod proizvedel 3,5 milijona ton.
Bahia je bila leta 2018 četrta največja proizvajalka pomaranč v Braziliji s skupno 604 tisoč tonami, kar je 3,6 % nacionalne proizvodnje.
Bahia je drugi največji proizvajalec sadja v državi z več kot 3,3 milijona ton letno, za São Paulom. Sever Bahie je eden glavnih dobaviteljev sadja v državi. Država je ena glavnih nacionalnih proizvajalk desetih vrst sadja. Leta 2017 je Bahia vodila v proizvodnji cajarane, kokosa, pinekosa, kislega sadja, umbuja, kruhovca, likurija, manga in pasijonke ter je na drugem mestu pri kakavovih mandljih, atemoii, cupuaçuju, limeti in limoni ter na tretjem banana, karambola, guava, papaja, lubenica, melona, češnja, granatno jabolko in namizno grozdje. Skupno ima 34 izdelkov iz sadjarstva Bahie pomembno vlogo v nacionalnem gospodarstvu.
Rio Grande do Norte je največji proizvajalec melon v državi. V letu 2017 je pridelala 354 tisoč ton. Severovzhodna regija je leta 2007 predstavljala 95,8 % proizvodnje v državi. Poleg Rio Grande do Norte, ki je leta 2005 proizvedla 45,4 % celotne proizvodnje v državi, so bile druge 3 največje države v državi Ceará, Bahia in Pernambuco.
V proizvodnji papaje je bila leta 2018 Bahia 2. največja proizvajalka zvezne države v Braziliji, skoraj izenačena z Espírito Santo: 337 tisoč ton.
Bahia je bila leta 2019 največja proizvajalka manga v državi s proizvodnjo okoli 281 tisoč ton na leto. Juazeiro (130 tisoč ton na leto) in Casa Nova (54 tisoč ton na leto) sta na vrhu lestvice brazilskih mest, ki vodijo v gojenju sadja.
V proizvodnji banan je bila leta 2018 Bahia 2. največja nacionalna proizvajalka.
Bahia je največji brazilski proizvajalec guarane. Leta 2017 je bila brazilska proizvodnja blizu 3,3 milijona ton. Bahia je pridelala 2,3 milijona (večinoma v mestu Taperoá), Amazonas 0,7 milijona (večinoma v mestu Maués) in preostali del države 0,3 milijona. Kljub dejstvu, da sadje izvira iz Amazonije, je Bahia od leta 1989 premagala Amazonas v smislu obsega proizvodnje in produktivnosti guarane, zaradi dejstva, da je zemlja v Bahii ugodnejša, poleg odsotnosti bolezni v regiji. Najbolj znani uporabniki izdelka pa pridobijo 90 % do 100 % svoje guarane iz regije Amazonije, kot sta Ambev in Coca-Cola. Cene bahijske guarane so precej nižje od cen v drugih državah, vendar zaradi davčnih oprostitev Sudama industrija pijač raje kupuje semena na severu, kar pomaga ohranjati najvišjo dodano vrednost amazonske guarane. Farmacevtska industrija in uvozniki po drugi strani zaradi cene kupujejo več gvarane iz Bahie.
V severovzhodni regiji je bilo leta 2017 93,2 % brazilske črede koz (8.944.461 glav) in 64,2 % črede ovac (11.544.939 glav). Bahia je imela 30,9 % črede koz in 20,9 % nacionalne črede ovac. Casa Nova je zasedla prvo mesto na občinski lestvici z največjim številom obeh vrst.
Leta 2017 je imela Bahia 1,68 % nacionalne udeležbe mineralov (4. mesto v državi). Bahia je imela proizvodnjo zlata (6,2 tone v vrednosti 730 milijonov R$), bakra (56 tisoč ton v vrednosti 404 milijonov R$); krom (520 tisoč ton, v vrednosti 254 milijonov R$) in vanadij (358 tisoč ton, v vrednosti 91 milijonov R$).
Bahia je imela leta 2017 industrijski BDP v višini 53 milijard R$, kar ustreza 4,4 % nacionalne industrije. V panogi zaposluje 356.997 delavcev. Glavni industrijski sektorji so: gradbeništvo (24,8 %), industrijske storitve javnih služb, kot sta elektrika in voda (15,0 %), naftni derivati in biogoriva (13,8 %), kemikalije (9,4 %) in prehrana (6,1 %). Teh 5 sektorjev koncentrira 69,1 % državne industrije.
Bahijska industrija vključuje industrijo avtomobilov in pnevmatik, obutev in tekstil, pohištvo, hrano in pijačo, kozmetiko in parfume, informacijsko tehnologijo in pomorski sektor.
V Braziliji predstavlja avtomobilski sektor skoraj 22 % industrijskega BDP. Bahia ima tovarno Ford. Nastal je v Camaçariju (2001). Avtomobilski sektor Bahije, ki ga vodi Ford, je leta 2005 kot tretji največji prispeval (14,6 %) k BDP Bahije.